# Daniel Fauché
Daniel Eugène Fauché (* 22. Dezember 1966 in Chantilly) ist ein ehemaliger französischer Ruderer. Er gewann 1996 die olympische Silbermedaille im Vierer ohne Steuermann.

## Sportliche Karriere
Der 1,92 m große Daniel Fauché gewann 1983 und 1984 jeweils Bronze im Doppelvierer bei den Junioren-Weltmeisterschaften. 1985 gewann er ebenfalls Bronze im Doppelvierer beim Match des Seniors, einem Vorläuferwettbewerb der U23-Weltmeisterschaften, 1986 folgte Gold. 1987 gewann er im Vierer ohne Steuermann Bronze, 1988 belegte er im Vierer mit Steuermann den vierten Platz.
1990 nahm Fauché im Vierer ohne Steuermann an den Weltmeisterschaften in Tasmanien teil und belegte den achten Platz. 1991 in Wien erreichte er den fünften Platz im Vierer mit Steuermann. Bei den Olympischen Spielen 1992 in Barcelona startete der französische Vierer in der Besetzung Yannick Schulte, Philippe Lot, Daniel Fauché, Jean-Paul Vergnes und Steuermann Jean-Pierre Huguet-Balent. Die Franzosen belegten in Vorlauf und Hoffnungslauf jeweils den zweiten Platz, im Finale ruderten sie auf den fünften Platz.
1993 trat bei den Weltmeisterschaften in Račice u Štětí der französische Vierer ohne Steuermann in der Besetzung Daniel Fauché, Philippe Lot, Michel Andrieux und Jean-Christophe Rolland an und siegte vor den Booten aus Polen und aus den Vereinigten Staaten. 1994 in Indianapolis saßen die gleichen Ruderer im Boot und gewannen Silber hinter dem italienischen Vierer. 1995 ruderten Bertrand Vecten, Olivier Moncelet mit Fauché und Lot auf den vierten Platz bei den Weltmeisterschaften in Tampere.
Bei den Olympischen Spielen 1996 in Atlanta belegten die Franzosen im Vorlauf den dritten Platz hinter den Australiern und den Slowenen. Im Halbfinale siegten die Franzosen vor den Italienern und den Australiern, wobei alle drei Boote innerhalb von 0,37 Sekunden die Ziellinie überquerten. Auch im Finale gab es einen engen Einlauf. Gold erhielten die Australier mit 0,66 Sekunden Vorsprung vor den Franzosen Bertrand Vecten, Olivier Moncelet, Daniel Fauché und Gilles Bosquet. Die drittplatzierten Briten und die Slowenen lagen weniger als eine Sekunde hinter den Franzosen.
1997 bei den Weltmeisterschaften auf dem Lac d’Aiguebelette siegten die Briten mit fast vier Sekunden Vorsprung auf die Franzosen, die in der gleichen Besetzung wie 1996 antraten. Bei den Weltmeisterschaften 1998 in Köln ruderten François Meurillon, Gilles Bosquet, Daniel Fauché und Anthony Perrot im französischen Vierer, der mit 1,38 Sekunden Rückstand auf die Briten Silber gewann; nur 0,02 Sekunden hinter den Franzosen gewannen die Italiener Bronze. 1999 belegte Daniel Fauché mit dem französischen Achter den elften Platz bei den Weltmeisterschaften 1999 in St. Catharines. 2000 kehrte Fauché zurück in den Vierer ohne Steuermann. Bei den Olympischen Spielen 2000 in Sydney verpassten Daniel Fauché, Antoine Beghin, Laurent Beghin und Gilles Bosquet das A-Finale und belegten als Sieger des B-Finales den siebten Platz.